# الکسا شاپونجیچ
الکسا شاپونجیچ (انگلیسی: Aleksa Šaponjić؛ زادهٔ june ۴, ۱۹۹۲ (۳۲ سال)) ورزشکار واترپلو اهل صربستان است.
وی در مسابقات کشوری و بین‌المللی در مجموع برندهٔ ۲ مدال طلا شده‌است.